# Bury (Greater Manchester)
Bury ist eine Stadt im Metropolitan County Greater Manchester rund 13 km nördlich des Zentrums von Manchester in England. Sie hatte bei der Volkszählung 2021 rund 81.000 Einwohner und ist Verwaltungssitz des gleichnamigen Metropolitan Borough Bury mit rund 193.000 Einwohnern. Im Norden der Stadt liegt eine Moorlandschaft und im Süden grenzt die Stadt an den River Irwell.
Berühmtester Sohn der Stadt ist Robert Peel. Nach ihm sind die englischen Polizisten als Bobbies oder Peelers benannt.

## Name
Sein Name leitet sich von der altenglischen Bezeichnung für Burg ab.

## Verkehr
Bury ist Endpunkt der Metrolink-Stadtbahnlinie Bury Line, die Bury an das Zentrum von Manchester anbindet. Busse ergänzen das Verkehrsangebot.

## Industrie
- Textilindustrie
- Maschinenbau
- Papierindustrie

## Sport
Der bedeutendste Fußballverein der Stadt war der FC Bury, der von 1894 bis 2019 im englischen Profifußball spielte und 1900 sowie 1903 den FA Cup gewann.

## Söhne und Töchter der Stadt
- John Kay (1704–ca. 1780), Unternehmer und Erfinder
- Robert Crawshaw (1869–1952), Schwimmer und Wasserballspieler
- Wilf Chadwick (1900–1973), Fußballspieler
- Sir Walter Clegg (1920–1994), Politiker der Conservative Party, Opfer eines Bombenanschlags
- Colin McDonald (* 1930), Fußballspieler
- Peter Graham (1935–2023), Radrennfahrer
- Celia Birtwell (* 1941), Textildesignerin
- Steve Halliwell (1946–2023), Schauspieler
- Malcolm Hartley (* 1947), australischer Astronom
- Alec Lindsay (* 1948), Fußballspieler
- Cherie Blair (* 1954), Ehefrau des ehem. britischen Ministerpräsidenten Tony Blair
- Alistair Burt (* 1955), Politiker (Conservative Party)
- Lawrie Smith (* 1956), Regattasegler
- Andy Goram (1964–2022), Fußballspieler
- Christian McKay (* 1973), Schauspieler
- Guy Garvey (* 1974), Musiker
- Matt Holland (* 1974), Fußballspieler
- Gary Neville (* 1975), Fußballspieler
- Phil Neville (* 1977), Fußballspieler
- Jane Danson (* 1978), Schauspielerin
- Gemma Atkinson (1984), Schauspielerin und Glamourmodel
- Jennie McAlpine (* 1984), Komikerin und Schauspielerin
- Kathryn Fudge (* 1989), Handballspielerin
- Kieran Trippier (* 1990), Fußballspieler
- Adam und Simon Yates (* 1992), Radrennfahrer
- James Guy (* 1995), Schwimmer
- Muhammad Ali (* 1996), Boxer
- Jack Walton (* 1998), Fußballtorhüter
- Will Ferry (* 2000), irischer Fußballspieler
- Hannah Kelly (* 2000), Sprinterin
- Callum Styles (* 2000), ungarisch-englischer Fußballspieler
- Rico Lewis (* 2004), Fußballspieler